# Albert Bocklage

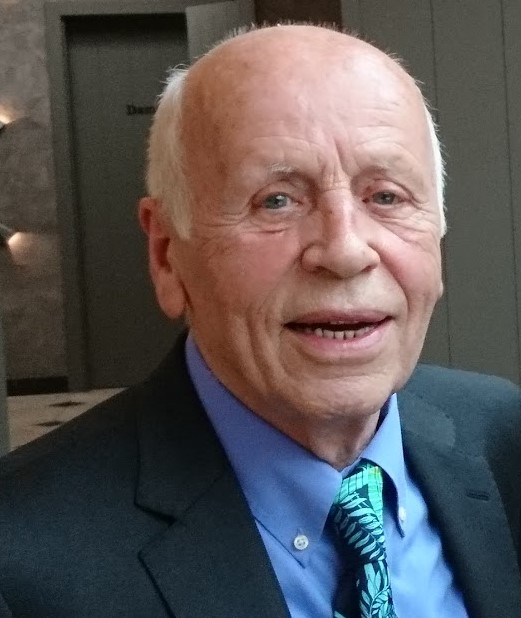
Albert Bocklage 2019

Albert Bocklage (* 26. Mai 1938 in Vechta; † 23. April 2023 ebenda) war ein deutscher Maler und Bildhauer.

## Leben und Werk
Albert Bocklage studierte 1959 bis 1964 an der Kunstakademie Düsseldorf und in Krefeld Malerei und Glasmalerei. Nach Abschluss seines Studiums war er als freischaffender Künstler tätig; von 1972 bis 1989 erteilte er am Gymnasium Lohne Unterricht im Fach Kunst. Sein Atelier befand sich im Osten von Vechta.
Ein Schwerpunkt der Tätigkeit Albert Bocklages bestand in der Gestaltung sakraler Räume. Bis 2012 schuf oder renovierte er Fenster in mehr als 50 Kirchen, Kapellen usw. im gesamten Nordwestdeutschland. Auch Altäre und andere sakrale Gegenstände gestaltete er. Darüber hinaus fertigte Albert Bocklage eine Vielzahl von Skulpturen, vor allem aus Bronze, und Gemälde, überwiegend mit Acrylfarben, an.

## Werke (in Auswahl)

### Sakrale Kunst
- Kirche St. Gottfried (Ahlen 1973)

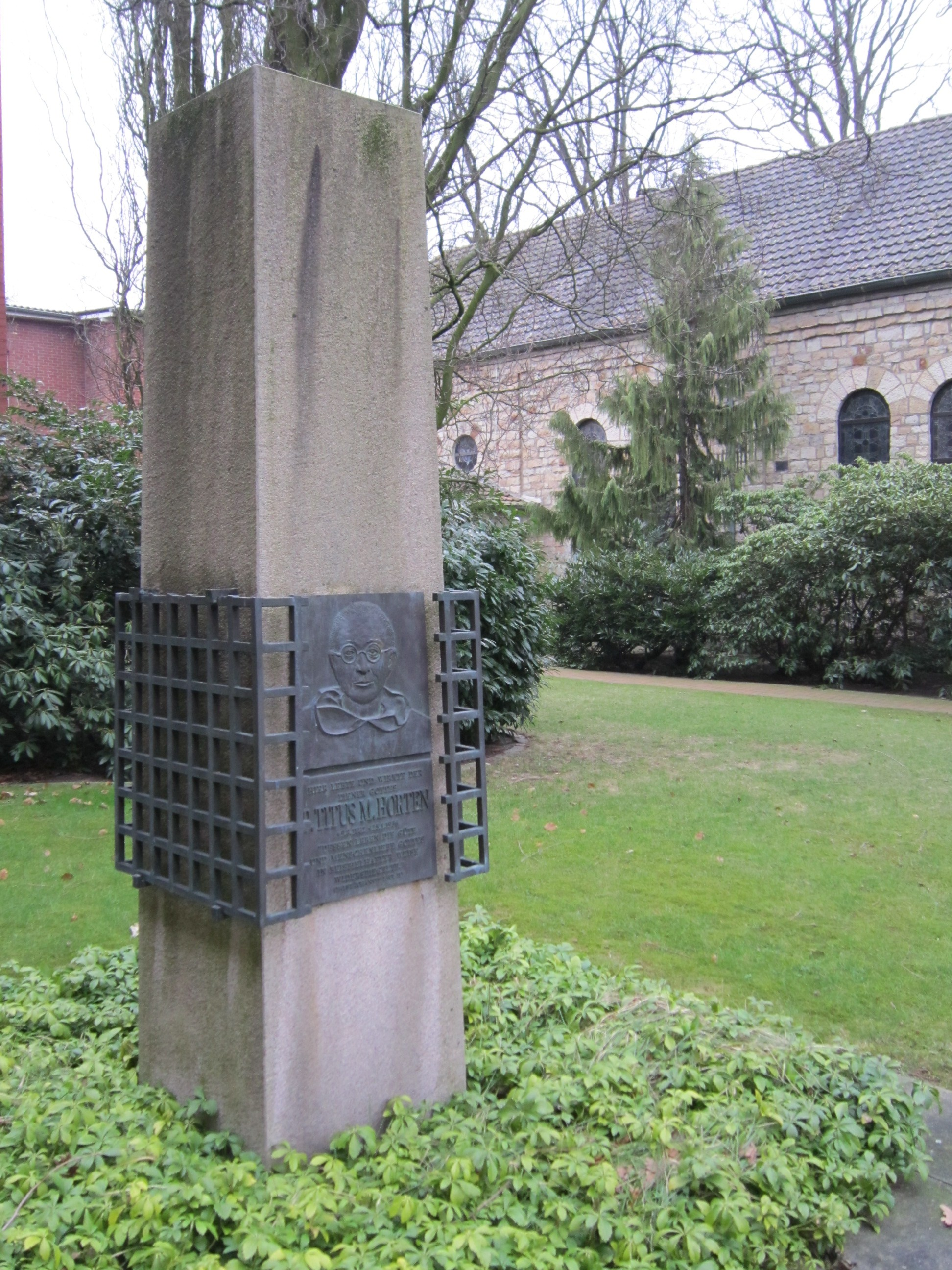
Gedenksäule für Pater Titus in Füchtel (Vechta)

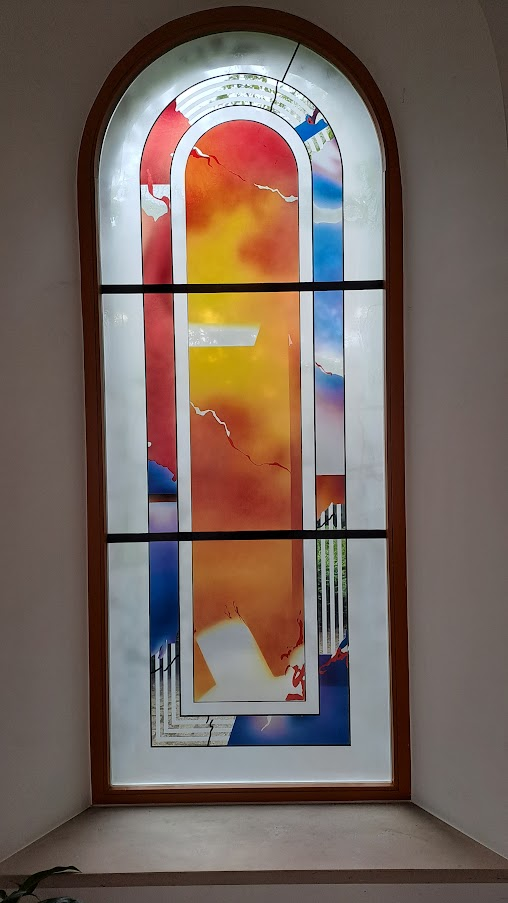
Kapelle St. Hedwig Stift in Vechta

- Kardinal-von-Galen-Stift (Angelmodde 1996)
- Kirche St. Hedwig und Barbara (Barnstorf 1989)
- Kirche St. Evermarus (Borth 1996)
- Kirche St. Jakobi (Coesfeld 1986)
- Krankenhauskapelle (Damme 1989)
- Kapelle an der Autobahn-Raststätte Dammer Berge (1970)
- Kirche St. Agatha (Datteln 1990)
- Kirche St. Agatha (Dorsten 1994)
- Kirche St. Josef (Dülmen 1986)
- Friedhofskapelle (Dülmen 2002)
- Kirche St. Josef (Kampe bei Friesoythe 1995)
- Kloster St. Anna (Kroge 1993)
- Kirche St. Peter (Lastrup 1972)
- Friedhofskapelle (Lastrup 1993)
- Kirche St. Lambertus (Lippramsdorf 1988)
- Bronzeplastik „St. Elisabeth im Kreise der Armen“ (Kiel 1999)[3]
- Friedhofskapelle (Lohne 1978)
- Kirche St. Joseph (Lünen 2006)
- Kirche St. Bonifatius (Marl 1969)
- Kirche St. Agatha (Mettingen 1989)
- Kapelle des St. Franziskus-Hospitals (Münster 1992)
- Kirche Christ König (Münster 1994)
- Erphokirche (Münster 1974)
- Kapelle der Klinik (Neuenkirchen 1988)
- Kirche St. Josef (Oelde 1988)
- Kirche St. Urban (Ottmarsbocholt 2003)
- Kirche St. Ludgerus (Rheine 1976)
- Kirche Christus-König (Rheinhausen 1973)
- Kirche St. Michael (Schafberg 1971)
- Kirche St. Martini (Sendenhorst 1989)
- Kirche St. Marien (Sendenhorst 1996)
- Klosterkirche der Dominikaner (Vechta 1979)[4]
- Denkmal (Steinsäule mit Bronzeplatte) für Pater Titus bei der Dominikanerkirche Vechta (1989)[5]
- Kirche St. Alexander (Wallenhorst 2000)
- Kapelle St. Hedwigstift (Vechta 2004)

### Profane Kunst
- Bronzeskulptur mit Stele des Junkers Voss zur Geschichte der Gemeinde Bakum (Bakum 2009)
- Barrierefreies Bronzerelief mit dem Stadtbild von Cloppenburg und Krapendorf im Jahr 1650 (Cloppenburg 2011)[6]
- Bronzerelief mit dem Friesoyther Stadtbild des 15. Jahrhunderts (Friesoythe 2005)
- Bronze-Skulptur „Dei Müse van Aite“ (Oythe (Vechta) 1986)[7]
- Gedenkstein zur Erinnerung an die ehemalige Synagoge in Vechta (1981)
- Freiplastik „Heinrich Klingenberg“ (Visbek 2013)
- Skulptur „Treiber mit Schafen“ (Wittmund 1999)

Sehenswürdigkeiten
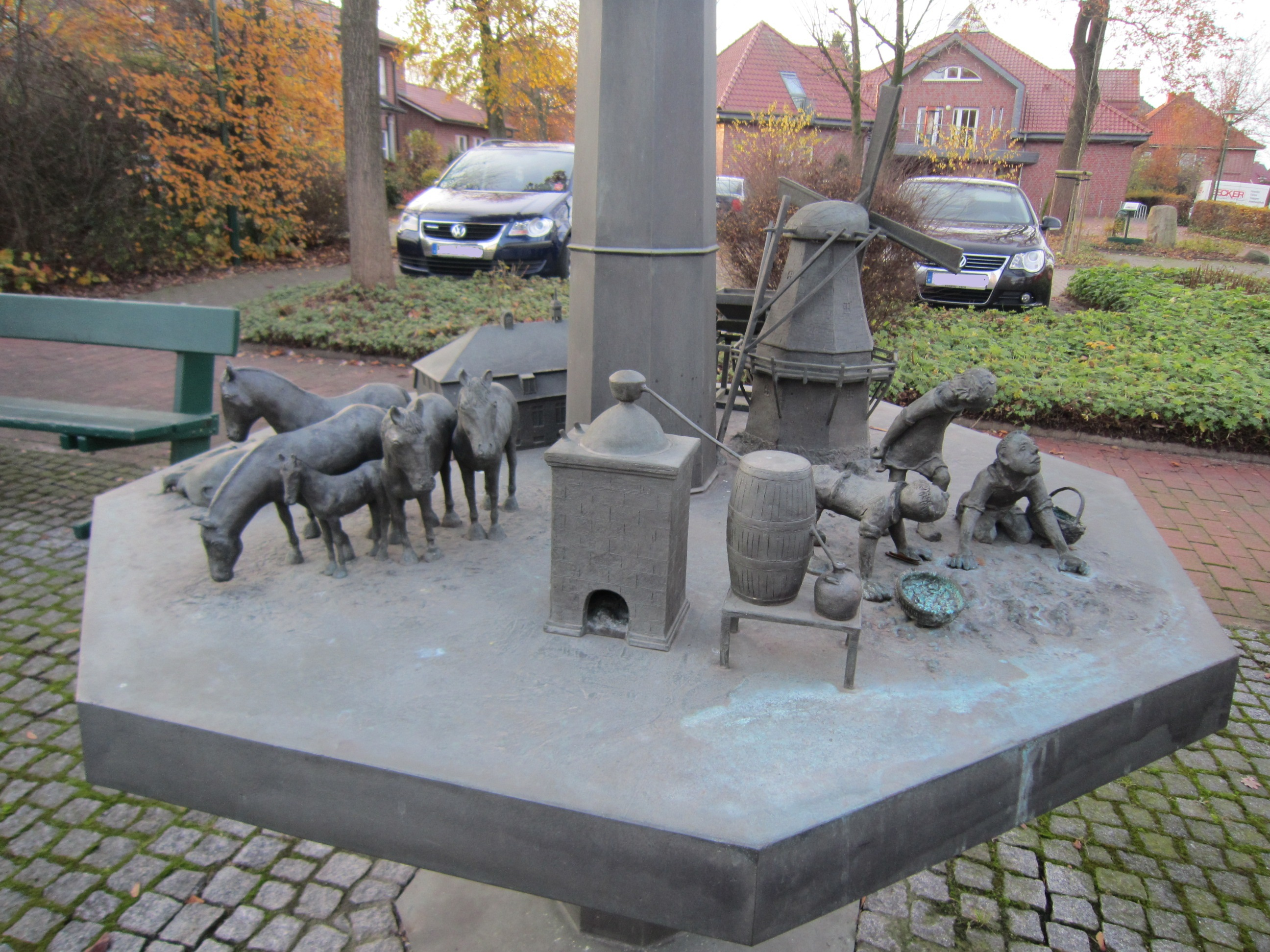
Bronzeskulptur in Bakum
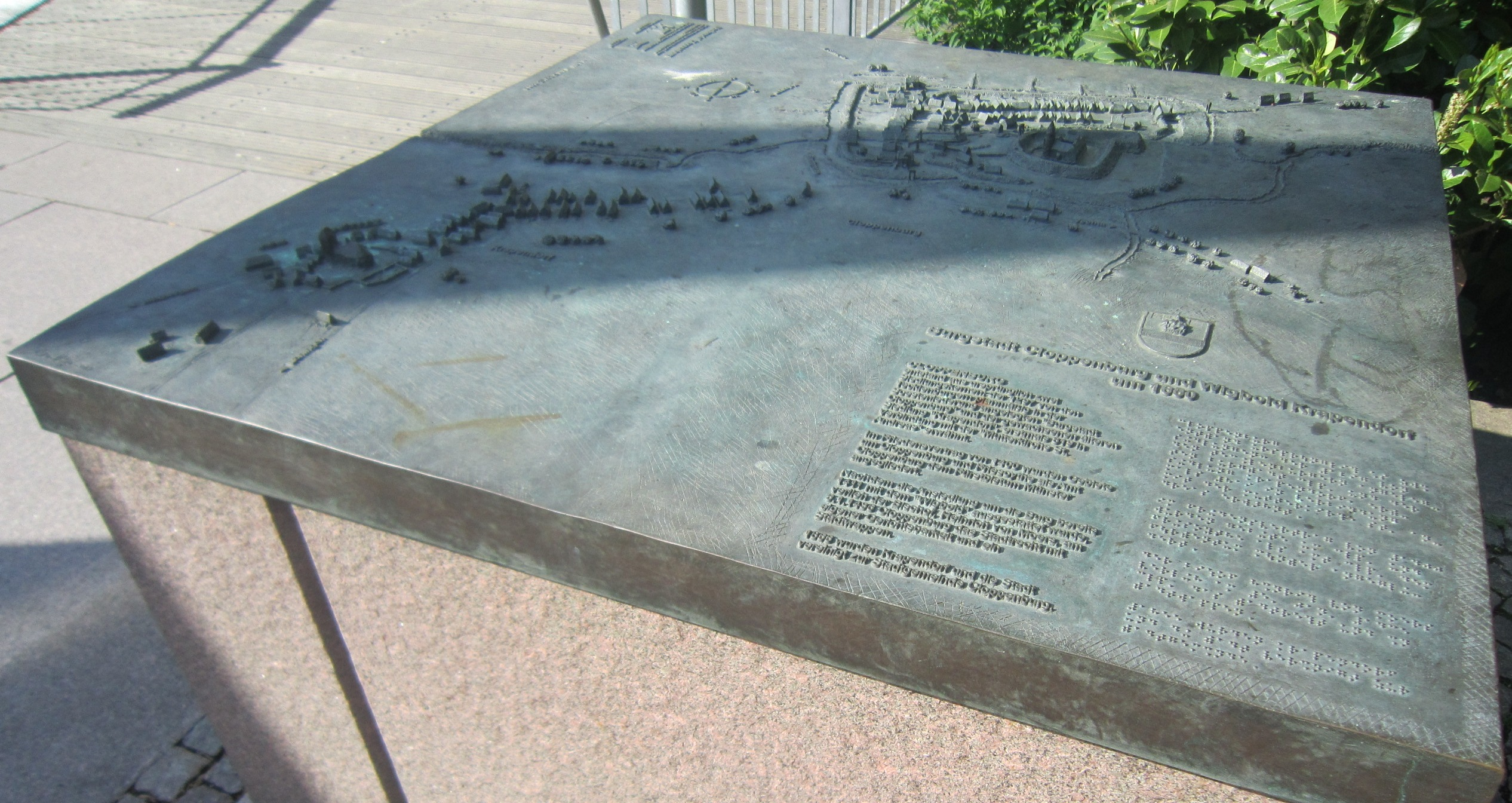
Bronzemodell der Städte Cloppenburg und Krapendorf im Jahr 1650
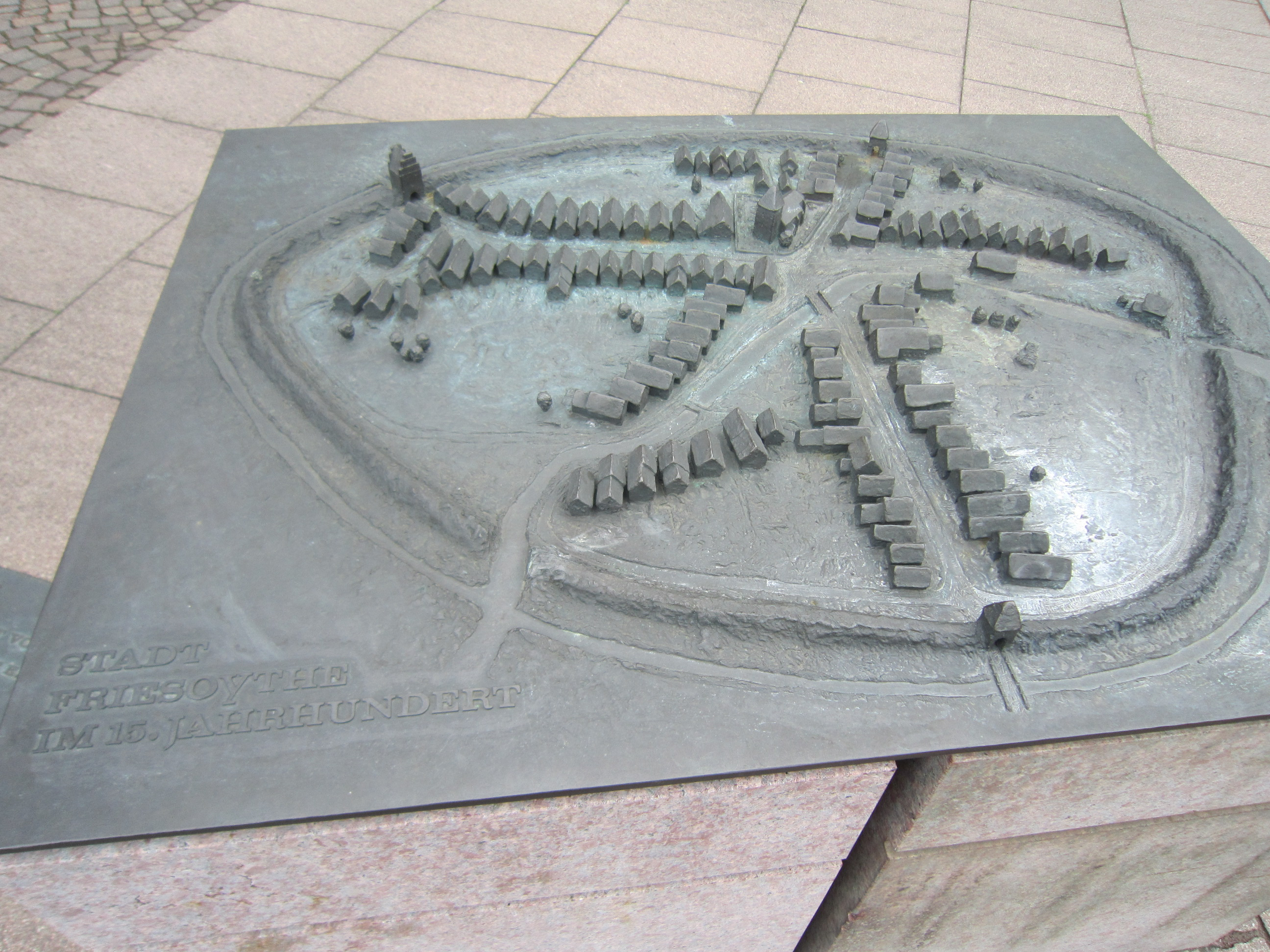
Bronzemodell der Stadt Friesoythe
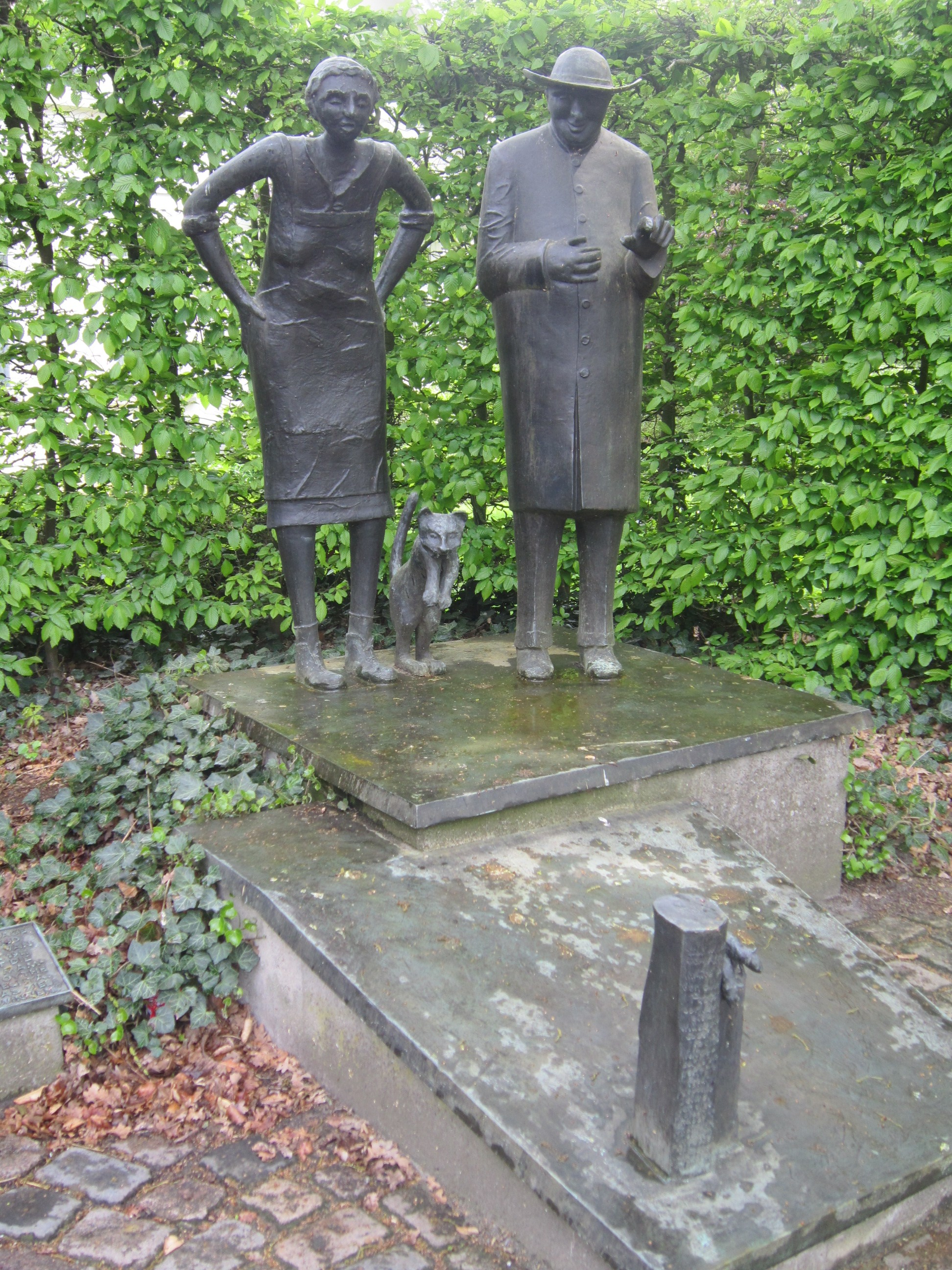
Bronzeskulptur „Dei Müse van Aite“ in Vechta-Oythe
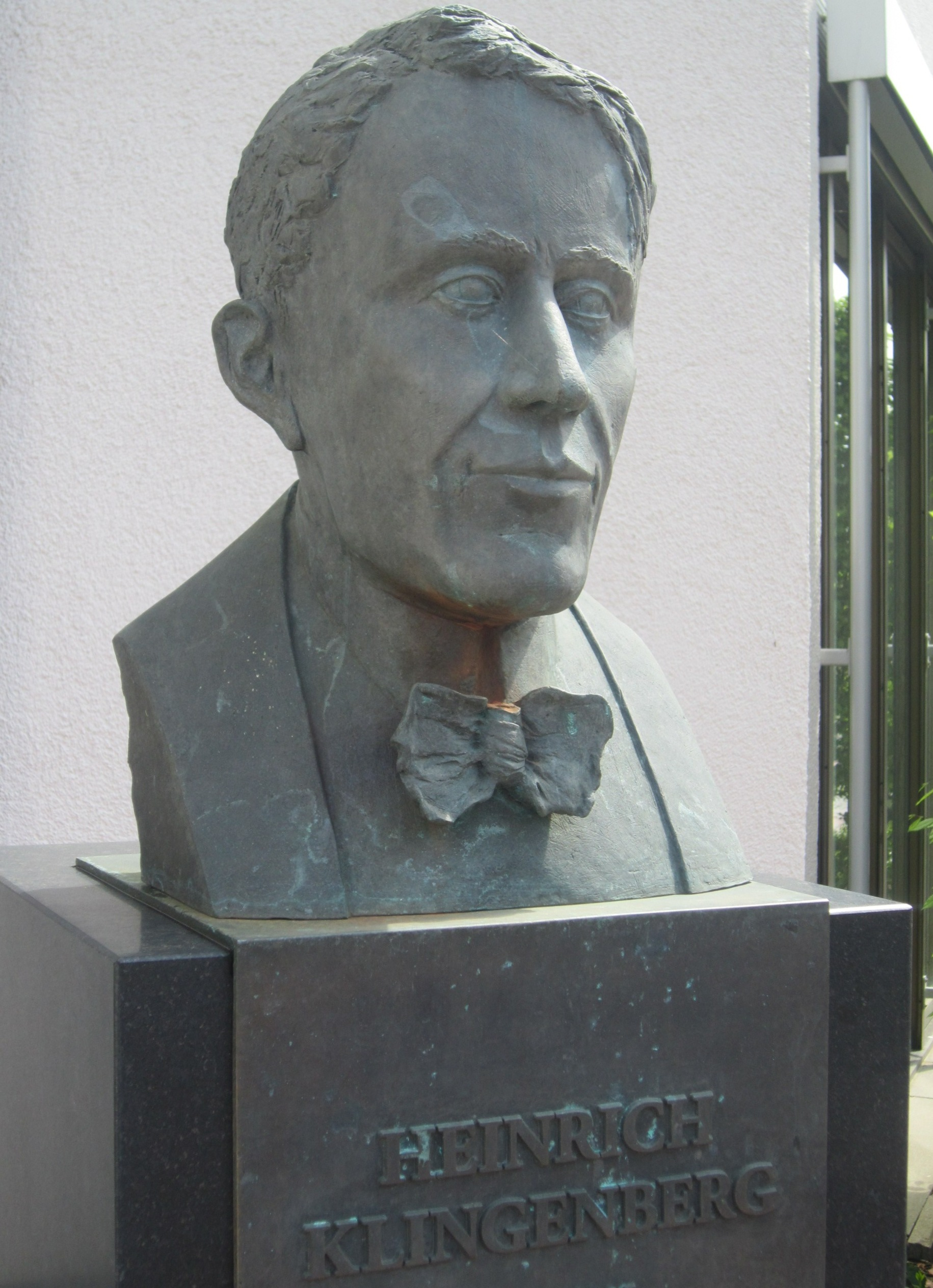
Freiplastik „Heinrich Klingenberg“ in Visbek
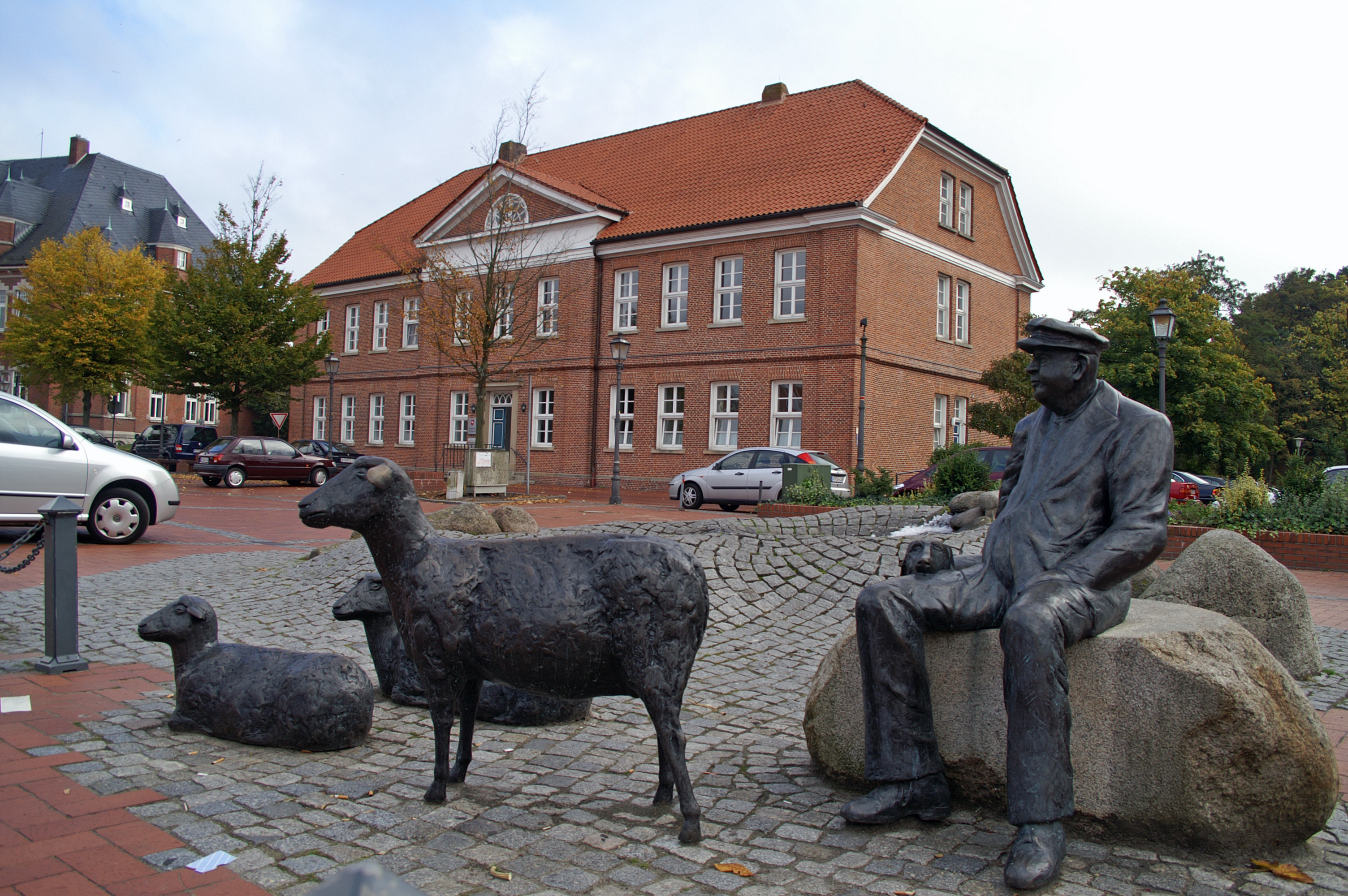
Skulptur „Treiber mit Schafen“ in Wittmund